# Carole Fives
 (février 2012).
Carole Fives est une femme de lettres française. Ses textes sont publiés pour la plupart aux éditions Gallimard, dans les collections l'Arbalète et La Blanche, en poche chez Folio et chez Points.
Nominations: Prix Goncourt, Prix Goncourt des Lycéens, Prix Médicis

## Biographie

### Formation et débuts
Après une licence de philosophie et un master en arts plastiques, Carole Fives est diplômée des Beaux-Arts en 2006 (DNSEP). Elle est alors peintre tout en enseignant les arts dans l'académie de Lille jusqu'en 2012 (peinture, modèle vivant).
L’abandon de la peinture pour la littérature est le sujet de deux de ses romans, Modèle vivant (L’école des Loisirs) et Térébenthine (Gallimard, 2020). Si le medium a changé, le processus reste le même : faire le portrait d'un groupe social, d'une époque.
Depuis septembre 2024, l'autrice est associée au MASTER 1 et 2 Lettres et Création Littéraire de l'Université de Clermont-Ferrand (UCA).

### Carrière littéraire
En 2014, Que nos vies aient l'air d'un film parfait, est le récit d'une fratrie de jeunes enfants déchirée au moment du divorce des parents. "Un petit livre illumine cette rentrée littéraire. Il a l'éclat d'un diamant. Il coupe comme un diamant". François Busnel.
En 2017, Une femme au téléphone met en scène une mère bipolaire qui téléphone à sa fille chaque jour. Le texte, sous forme de dialogue à sens unique n’appelle jamais de réponse. "Jamais je n'ai autant ri. Toujours drôle, touchante, émouvante. De la dynamite de bonne humeur." Bernard Pivot.
Tenir jusqu'à l'aube, roman paru en 2018, décrit le déclassement social d'une mère célibataire fugueuse. Il reçoit le Prix Boris Vian, et est sélectionné sur les listes des prix Fnac, Wepler, Médicis et Landerneau dont il est finaliste. Il reçoit un accueil critique positif,,,. Il a été adapté au théâtre par Kheireddine Lardjam au Lavoir Moderne Parisien en janvier 2023, et était en cours d’adaptation pour le cinéma par la réalisatrice Margot Gallimard.
Térébenthine en 2020 met en scène trois étudiants aux Beaux-Arts à la fin des années 1990, leur envie de peindre et de dessiner en dépit d’un académisme qui a décrété la mort de la peinture et de la figuration.
Paru en août 2022, Quelque chose à te dire traite de l’admiration d’une écrivaine pour une autre qui vire à l’obsession. Il y est question d’Hitchcock et de double littéraire. Après avoir abordé la création picturale dans Térébenthine, l’autrice analyse ici les conditions de la création littéraire. Il est sélectionné pour le prix Goncourt 2022, le prix Goncourt des lycéens ainsi que le Goncourt des détenus. Il était également en lice pour le prix Summer.
Paru en 2023, Le jour et l'heure donne à entendre un chœur familial : Simon, médecin généraliste et ses quatre enfants, dont trois sont également médecins, sont confrontés à la décision d’Édith, leur femme et mère, qui, atteinte d'une maladie dégénérative, choisit de réaliser une mort volontaire à Bâle (Suisse). Ce texte est une commande de la Scène Nationale le Bateau Feu de Dunkerque, où il est créé en janvier 2024.
Ses livres sont traduits en Allemagne, Italie, Espagne, Russie, Roumanie et Bulgarie.

## Œuvres de littérature générale

### Romans
- Que nos vies aient l'air d'un film parfait, Le Passage 2012 ; rééd. Le Seuil, 2014Prix du premier roman francophone, Festival Scrittorincittà, Italie. Prix l'Usage du monde 2012.
- C'est dimanche et je n'y suis pour rien, L'Arbalète/Gallimard 2015 ; rééd. Gallimard, coll. « Folio »Prix Vivre Lire, Val d'Isère.
- Une femme au téléphone, L'Arbalète/Gallimard, 2017[9],[10] ; rééd. Gallimard, coll. « Folio » — Finaliste du prix RTL Lire[11]
- Tenir jusqu’à l’aube, L'Arbalète/Gallimard, 2018, 180 pages  (ISBN 978-2-07-279-739-2) ; rééd. coll. « Folio » Prix Boris Vian. Sélection Prix Médicis, Wepler, FNAC, finaliste Landerneau.
- Térébenthine, Gallimard, 2020, 173 p.  (ISBN 978-2-07-286-980-8) ; rééd. coll. « Folio »
- Quelque chose à te dire, Gallimard, 2022, 176 p.  (ISBN 978-2-07-298-978-0) coll. « Blanche » rééd. coll. « Folio » Sélection Goncourt, Goncourt des lycéens, Goncourt des détenus, prix Summer.
- Le jour et l'heure, JC Lattès, 2023, 144 p.

### Essais et nouvelles
- Quand nous serons heureux, Le Passage, coll. « Points », 2010 — Prix Technikart
- Ça nous apprendra à naître dans le Nord, La Contre Allée, 2011Écrit avec Amandine Dhée.
- Camille Claudel, la vie jeune, Invenit, 2015

### Jeunesse
- Zarra, roman, illustrations de Dorothée de Monfreid, Neuf de L'École des loisirs, 2010
- Dans les jupes de maman, illustrations de Dorothée de Monfreid, Sarbacane, 2012
- Honte de tout, Thierry Magnier, 2013
- Incunables, CRL Nord Pas de Calais / éditions Invenit, 2014
- Modèle vivant, L'École des loisirs, 2014
- Que fait la maîtresse après l’école ?, L'École des loisirs, 2014
- Comment faire garder ses parents ?, illustrations de Séverine Assous, Hélium, 2017
- À ton âge, illustrations de Séverine Assous, Hélium, 2019